# ري روبنسون
ري روبنسون (بالإنجليزية: Rey Robinson)‏ هو منافس ألعاب قوى أمريكي، ولد في 1 أبريل 1952 في Fort Meade, Maryland ‏ في الولايات المتحدة.

## وصلات خارجية
- ري روبنسون على موقع أوليمبيديا (الإنجليزية)